# 日渡惺朗
日渡 惺朗（ひわたし せいろう、1931年4月13日 - 2023年5月23日）は、日本の経営者。山陽特殊製鋼社長、会長を務めた。

## 経歴
鹿児島県出身。1956年に九州大学工学部機械工学科を卒業し、1960年に富士製鉄(現在の日本製鉄)に入社。
1987年に取締役に就任し、1991年6月に常務を経て、1993年6月に山陽特殊製鋼副社長に就任し、1994年6月には社長に昇格。1998年6月に会長に就任し、2000年6月には相談役に就任。
2023年5月23日老衰のために死去。92歳没。